# Мале Козмаловце
Мале Козмаловце (словац. Malé Kozmálovce) — село, громада округу Левіце, Нітранський край. Кадастрова площа громади — 9.22 км².
Населення 320 осіб (станом на 31 грудня 2018 року).

## Історія
Мале Козмаловце згадується 1332 року.

## Населення
| Рік:            | 1994. | 2004. | 2014.   | 2024.   |
| --------------- | ----- | ----- | ------- | ------- |
| Кількість осіб: | 0     | 368   | 366     | 373     |
| Різниця:        |       | –     | -0,54 % | +1,91 % |

| Рік:            | 2023. | 2024.   |
| --------------- | ----- | ------- |
| Кількість осіб: | 377   | 373     |
| Різниця:        |       | -1,06 % |